# One (zespół muzyczny)
One – grecko-cypryjski boys band grający muzykę pop, założony w 1999 przez Jorgosa Teofanusa i Wangelisa Jannopulosa.

## Historia
Zespół został założony w 1999 przez Jorgosa Teofanusa i Wangelisa Jannopulosa, A&R menedżera wytwórni Minos EMI. Teofanus zaproponował współpracę Konstandinosowi Christoforowi i Filiposowi Kostandinosowi, którzy zostali wokalistami formacji. Pozostali czterej członkowie grupy – Dimitris Kutsawlakis, Arjiris Nastopulos, Sawas Konstandinidis i Panos Tserpes – zostali wybrani podczas przesłuchań zorganizowanych w Athenian Sierra Studio. W komisji jurorskiej zasiedli wówczas: Teofanus, Jannopulos, Natalia Germanu, Posidonas Jannopulos, Andreas Kuris i Temis Jeorjandas. W lipcu 1999 wydali debiutancki singiel, „Proti mu fora”, który zapowiadał ich pierwszy mini-album, a później – długogrający album studyjny, oba zatytułowane One. Kilka miesięcy później, w 2000 z zespołu odszedł Constantinides, który postanowił realizować inne projekty artystyczne.
W 2001 wydali drugi album studyjny pt. Moro mu. Rok później przyjęli propozycję telewizji CyBC do reprezentowania Cypru podczas 47. Konkursu Piosenki Eurowizji w 2002. W ramach promocji konkursowej piosenki „Gimme” wystąpili podczas maltańskich eliminacji eurowizyjnych Song for Europe. W maju wystąpili jako pierwsi w kolejności podczas koncertu finałowego Eurowizji 2002, w którym zajęli szóste miejsce z 85 punktami na koncie. Podczas występu towarzyszyła im chórzystka Christina Argyri. Nagrali także hiszpańskojęzyczną wersję piosenki, „Dame”. Po udziale w konkursie wydali trzeci album studyjny pt. Echo tosa na su po, który w grudniu doczekał się reedycji (pt. Echo tosa na su po + The One and Only), wzbogaconej o cover piosenki grupy Wham! „Last Christmas” oraz największe przeboje wokalistów w języku angielskim.
W 2003 z zespołu odszedł Christoforu, który zdecydował się na realizację kariery solowej. Jego miejsce zajął Dimos Bekie, który pojawił się na mini-albumie pt. Kienurja archi. Niedługo potem nagrali i wydali album pt. ONEira. Również w 2003 wydali pierwszy album koncertowy pt. Best of One - Llive sto Likawito, który zawierał materiał zarejestrowany podczas koncertu w Teatrze Likawito w Atenach. W 2004 wydali piąty album studyjny pt. Meta apo chronia. Płyta nie osiągnęła sukcesu komercyjnego, dlatego członkowie formacji zdecydowali się zakończyć działalność.

## Dyskografia
| - One (1999) - Moro mu (2001) - Echo tosa na su po (reedycja: Echo tosa na su po + The One and Only) (2002) - ONEira (2003) - Meta apo chronia (2004) | - Best of One - Llive sto Likawito (2003) - One (1999) - 200ONE (2000) - Kienurja archi (2003) |